# Supercúmulo

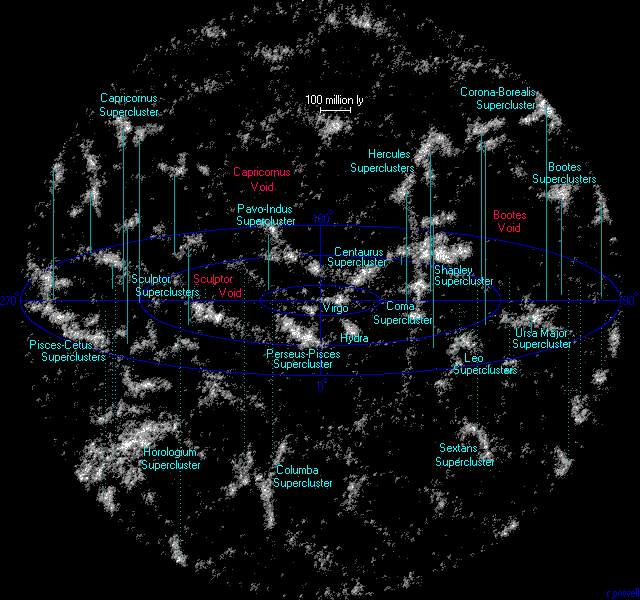
Mapa de supercúmulos y vacíos próximos a la Tierra.

Los supercúmulos son grandes agrupaciones de cúmulos de galaxias, y se encuentran entre las estructuras más grandes del universo. La existencia de supercumulos indica que las galaxias en nuestro universo no están uniformemente distribuidas; la mayoría de ellas se agrupa en grupos y cúmulos, cada grupo conteniendo hasta 50 galaxias y cada cúmulo varios miles de galaxias. Dichos grupos y cúmulos, al igual que otras galaxias aisladas, a su vez forman estructuras más grandes llamadas supercúmulos.
Los supercúmulos varían en tamaño, hasta unos 108 años luz. No se conoce que existan cúmulos de supercúmulos, pero se debate sobre la existencia de estructuras mayores llamadas hipercúmulos. Entremezclados entre los supercúmulos hay grandes espacios vacíos en los cuales existen pocas galaxias. A pesar de que los supercúmulos son las mayores estructuras confirmadas, el número total de supercúmulos deja aún posibilidades sobre la distribución estructural; el total de supercúmulos en el universo se estima que ronde los 10 millones.
Frecuentemente, los supercúmulos son subdivididos en grupos de cúmulos llamados nubes de galaxias.

## Existencia

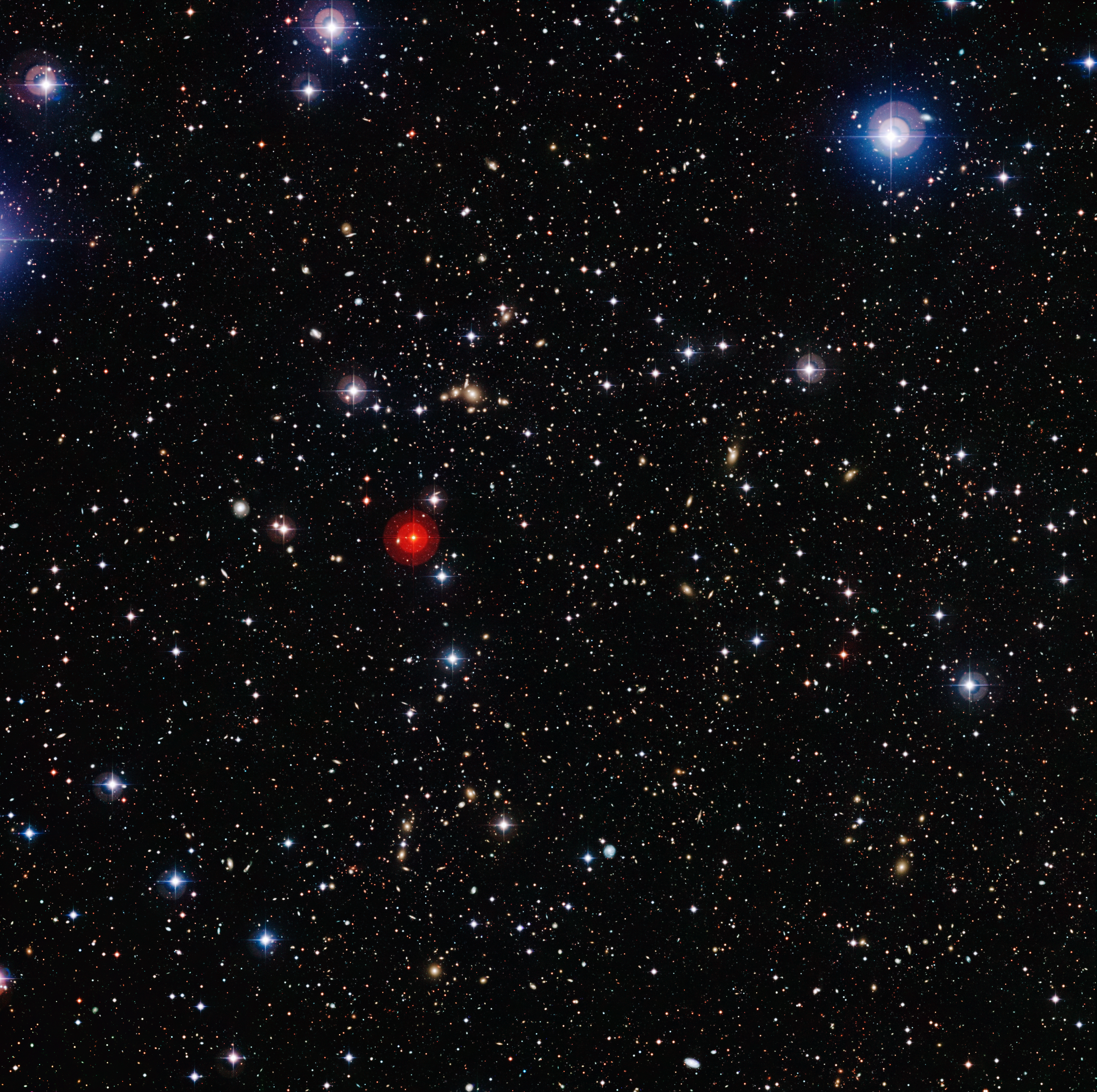
El supercúmulo Abell 901/902 está situado a poco más de dos mil millones de años luz de la Tierra.

La existencia de supercúmulos indica que las galaxias del Universo no están distribuidas de manera uniforme; la mayoría de ellas se reúnen en grupos y cúmulos, con grupos que contienen hasta algunas docenas de galaxias y cúmulos de hasta varios miles de galaxias. Estos grupos y cúmulos, junto con otras galaxias aisladas, forman a su vez estructuras aún mayores, denominadas supercúmulos.
Su existencia fue postulada por primera vez por George Abell en su catálogo Abell de cúmulos de galaxias de 1958. Los llamó "cúmulos de segundo orden", o cúmulos de cúmulos.
Los supercúmulos forman estructuras masivas de galaxias, denominadas "filamentos", "complejos de supercúmulos", "paredes" o "sábanas", que pueden abarcar entre varios cientos de millones de años luz y 10 000 millones de años luz, cubriendo más del 5 % del universo observable. Se trata de las mayores estructuras conocidas hasta la fecha. Las observaciones de los supercúmulos pueden dar información sobre el estado inicial del universo, cuando se crearon estos supercúmulos. Las direcciones de los ejes de rotación de las galaxias dentro de los supercúmulos son estudiadas por quienes creen que pueden dar una visión e información sobre el proceso de formación temprana de las galaxias en la historia del Universo.
Entre los supercúmulos hay grandes vacíos de espacio donde existen pocas galaxias. Los supercúmulos se subdividen frecuentemente en grupos de cúmulos llamados grupos y cúmulos de galaxias.
Aunque se supone que los supercúmulos son las estructuras más grandes del universo según el Principio Cosmológico, se han observado estructuras más grandes en estudios, incluyendo la Gran Muralla de Sloan.

## Lista de supercúmulos
| Supercúmulo de galaxias      | Datos | Notas |
| ---------------------------- | --- | --- |
| Supercúmulo Einasto          | - desplazamiento al rojo z = ~0.25 (3 mil millones de años luz ) - Longitud = 360 millones de años luz - Masa = 2.6 × 1016 masas solares | Descubierto en 2023 mediante el análisis de imágenes del Sloan Digital Sky Survey. Se afirma que es el supercúmulo de galaxias más masivo descubierto hasta la fecha.. |
| Supercúmulo del Rey Ghidorah | - z = 0.50-0.64 | El supercúmulo de galaxias más masivo descubierto hasta 2023. |
| Supercúmulo Laniakea         | - z = 0.000 - Longitud = 153 Mpc (500 millones de años luz)                                                                              | El Supercúmulo de Laniakea es el supercúmulo que contiene el Cúmulo de Virgo, el Grupo Local, y por extensión sobre este último, nuestra galaxia; la Vía Láctea. |
| Supercúmulo de Virgo         | - z= 0.000 - Longitud = 33 Mpc (110 millones de años luz)                                                                                | Contiene el Grupo Local con nuestra galaxia, la Vía Láctea. También contiene el Cúmulo de Virgo cerca de su centro, y a veces se le llama el Supercúmulo Local. Se cree que contiene más de 47 000 galaxias. Un estudio de 2014 indica que el Supercúmulo de Virgo es sólo un lóbulo de un supercúmulo aún mayor, Laniakea.                                  |
| Supercúmulo Hidra-Centauro   | | Está compuesto por dos lóbulos, a veces también denominados supercúmulos, o en ocasiones se denomina al supercúmulo completo con estos otros dos nombres: - Supercúmulo Hidra - Supercúmulo del Centauro En 2014, el recién anunciado Supercúmulo Laniakea subsumió al Supercúmulo Hydra-Centaurus, que se convirtió en un componente del nuevo supercúmulo. |
| Supercúmulo Pavo-Indus       | | En 2014, el recién anunciado Supercúmulo de Sarasvati subsumió al Supercúmulo Pavo-Indus, que pasó a ser un componente del nuevo supercúmulo. |
| Supercúmulo del Sur          | | Incluye las nubes Cúmulo de Fornax (S373), Dorado y Eridanus. |
| Supercúmulo de Sarasvati     | Distancia = 4000 Millones de años luz (1.2 Gpc) Longitud = 652 Millones de años luz                                                      | El Supercúmulo Saraswati está formado por 43 cúmulos masivos de galaxias como Abell 2361 y tiene una masa de aproximadamente 2 x 1016M☉ y se ve en la constelación de Piscis. |

### Supercúmulos cercanos
La Vía Láctea también es parte de un supercúmulo, a saber, el supercúmulo de Laniakea. Hasta 2014, se suponía que pertenecía al Supercúmulo de Virgo (también llamado Supercúmulo Local) como la estructura más grande involucrada, cuyo centro es el Cúmulo de Galaxias de Virgo. Sin embargo, Virgo es solo una parte de Laniakea. Además del Grupo Local, el Supercúmulo Local incluye numerosos grupos de galaxias en el vecindario cósmico de la Vía Láctea, como el Grupo M81 y el Grupo Sculptor, que contienen la mayoría de las galaxias más brillantes.
También se conoce el supercúmulo Coma, mucho más grande, pero seis veces más distante, en el que se encuentra la llamada Gran Muralla. El supercúmulo más masivo está hacia la constelación de Horologium; otro lleva el nombre del astrónomo Harlow Shapley, y el llamado Gran Atractor. Un estudio de los alrededores hasta un desplazamiento al rojo de z = 0,1 (casi 1500 millones de años luz) ha revelado unos 130 supercúmulos y algunos de ellos se listan a continuación y también en formade cuadro con sus características respectivas: 
- Laniakea: contiene el Grupo Local, con nuestra galaxia, la Vía Láctea. También incluye el Cúmulo de Virgo cerca de su centro; suele llamársele el Supercúmulo Local.
- Supercúmulo de Virgo
- Supercúmulo de Hidra-Centauro
- Supercúmulo de Pavo-Indus
- Supercúmulo de Coma
- Supercúmulo del Escultor
- Supercúmulos de Hércules
- Supercúmulo de Leo
- Supercúmulo de Shapley
- Supercúmulo de Boötes
- Supercúmulo de Horologium-Reticulum
- Supercúmulo de Corona Borealis
- Supercúmulo de Sarasvati

| Supercúmulo de galaxias               | Data                                                            | Notas |
| ------------------------------------- | --------------------------------------------------------------- | --- |
| Complejo de Supercúmulos Piscis-Cetus |                                                                 | |
| Supercúmulo de Coma                   |                                                                 | Forma la mayor parte del Homúnculo CfA, el centro de la Gran Muralla CfA2 filamento galáctico |
| Supercúmulos Escultor                 |                                                                 | SCl 9 |
| Supercúmulos de Hércules              |                                                                 | ... SCl 160 |
| Supercluster Leo                      |                                                                 | ...SCl 93... |
| Supercluster Ophiuchus                | - 17 h 10 m -22° - cz=8500-9000 km/s (centro) - 18 Mpc x 26 Mpc | Formando la pared más lejana del Vacío de Ofiuco, puede estar conectado en un filamento, con el Supercúmulo Pavo-Indus-Telescopium y el Supercúmulo de Hércules. Este supercúmulo está centrado en el cúmulo cD Cúmulo de Ofiuco, y tiene al menos dos cúmulos de galaxias más, cuatro grupos de galaxias más, varias galaxias de campo, como miembros. |
| Supercúmulo de Shapley                | - z=0.046.(650 Mly away)                                        | El segundo supercúmulo encontrado, después del Supercúmulo Local. |

### Supercúmulos distantes
| Supercúmulo de galaxias               | Datos                                | Notas   |
| ------------------------------------- | ------------------------------------ | ------- |
| Complejo de Supercúmulos Piscis-Cetus |                                      |         |
| Supercúmulo de Boötes                 |                                      | SCl 138 |
| Supercluster Horologium-Reticulum     | z=0.063 (700 Mly) Longitud = 550 Mly |         |
| Supercúmulo Corona Borealis           | z=0,07                               |         |
| Supercúmulo Columba                   |                                      |         |
| Supercúmulo Acuario                   |                                      |         |
| Supercúmulo Acuario B                 |                                      |         |
| Supercúmulo Acuario-Capricornio       |                                      |         |
| Supercúmulo Acuario-Cetus             |                                      |         |
| Supercúmulo Bootes A                  |                                      |         |
| Supercluster Caelum                   | z=0,126 (1,4 Gly)                    |         |
| Supercluster Draco                    |                                      |         |
| Supercúmulo Draco-Ursa Major          |                                      |         |
| Supercúmulo Fornax-Eridanus           |                                      |         |
| Supercúmulo Grus                      |                                      |         |
| Supercúmulo Leo A                     |                                      |         |
| Supercúmulo Leo-Sextans               |                                      |         |
| Supercúmulo Leo-Virgo                 |                                      | SCl 107 |
| Supercluster Microscopium             |                                      | SCl 174 |
| Supercluster Pegaso-Piscis            |                                      | SCl 3   |
| Supercluster Perseo-Piscis            |                                      | SCl 40  |
| Supercluster Piscis-Aries             |                                      |         |
| Supercúmulo de la Osa Mayor           |                                      |         |
| Supercúmulo Virgo-Coma                |                                      | SCl 111 |

### Supercúmulos extremadamente distantes
| Supercúmulo de galaxias        | Datos                        | Notas |
| ------------------------------ | ---------------------------- | --- |
| Hyperion proto-supercluster    | z=2.45                       | Este supercúmulo en el momento de su descubrimiento en 2018 era el proto-supercúmulo más temprano y más grande encontrado hasta la fecha. |
| Supercúmulo Lynx               | z=1,27                       | Descubierto en 1999 (como ClG J0848+4453, nombre que ahora se utiliza para describir el cúmulo occidental, siendo ClG J0849+4452 el oriental), contiene al menos dos cúmulos RXJ 0848.9+4452 (z=1,26) y RXJ 0848.6+4453 (z=1,27) . En el momento de su descubrimiento, se convirtió en el supercúmulo más distante conocido. Además, siete grupos más pequeños de galaxias están asociados con el supercúmulo.                                                                                                  |
| SCL @ 1338+27 at z=1.1         | z=1.1 Longitud=70Mpc         | Un rico supercúmulo con varios cúmulos de galaxias fue descubierto alrededor de una inusual concentración de 23 QSOs a z=1,1 en 2001. El tamaño del complejo de cúmulos puede indicar que allí existe un muro de galaxias, en lugar de un único supercúmulo. El tamaño descubierto se aproxima al del filamento CfA2 Great Wall. En el momento del descubrimiento, era el supercúmulo más grande y distante más allá de z=0,5.                                                                                  |
| SCL @ 1604+43 a z=0.9          | z=0.91                       | Este supercúmulo en el momento de su descubrimiento fue el mayor supercúmulo encontrado tan profundamente en el espacio, en el año 2000. Estaba formado por dos cúmulos ricos conocidos y uno recién descubierto a raíz del estudio que lo descubrió. Los cúmulos entonces conocidos eran Cl 1604+4304 (z=0,897) y Cl 1604+4321 (z=0,924), que entonces se sabía que tenían 21 y 42 galaxias conocidas respectivamente. El entonces recién descubierto cúmulo estaba situado en 16 h 04 m 25,7 s, +43°14′44,7″. |
| SCL @ 0018+16 a z=0.54 en SA26 | Desplazamiento al rojo =0.54 | Este supercúmulo se encuentra alrededor de la radiogalaxia 54W084C (z=0,544) y está compuesto por al menos tres grandes cúmulos, CL 0016+16 (z=0,5455), RX J0018.3+1618 (z=0,5506), RX J0018.8+1602. |
| MS 0302+17                     | z=0,42 Longitud=6Mpc         | Este supercúmulo tiene al menos tres cúmulos miembros, el cúmulo oriental CL 0303+1706, el cúmulo meridional MS 0302+1659 y el cúmulo septentrional MS 0302+1717. |

## Hipercúmulos
Un hipercúmulo es un tipo de estructura teórica que agruparía a varios supercúmulos. No se ha llegado a comprobar su existencia, pero aun así se cree que a su vez, podrían estar dentro de otro cúmulo de hipercúmulos.
Dos ejemplos serían la Gran Muralla de Hércules-Corona Boreal y la Gran Muralla de Coma que es el mayor candidato para ser un Hipercúmulo.
Para escalas más grandes, la distribución de galaxias es esencialmente homogénea e isotrópica, es decir, no hay evidencia de agrupamiento de supercúmulos. Este hecho se puede entender reconociendo que el tiempo que le toma a una galaxia que se mueve aleatoriamente atravesar el eje largo de un supercúmulo es típicamente comparable a la edad del universo. Por lo tanto, si el universo comenzó siendo homogéneo e isotrópico en escalas pequeñas, simplemente no ha habido tiempo suficiente para que se vuelva no homogéneo en escalas mucho más grandes que los supercúmulos. Esta interpretación es consistente con la observación de que los supercúmulos en sí parecen dinámicamente relajados, es decir, carecen de las formas de equilibrio regular y las concentraciones centrales que tipifican los sistemas bien mezclados por varios cruces.
Este nombre fue propuesto por el científico Guillermo Cantero, como una unión de las palabras Hiper (del griego, "υπερ" que significa sobre o superior), y la palabra Cúmulo (del Latín, significa concentración o agrupación).